# Гиблицкое сельское поселение
Гиблицкое сельское поселение — муниципальное образование (сельское поселение) в Касимовском районе Рязанской области.
Административный центр — село Гиблицы.

## Население
| 2010 | 2012 | 2013 | 2014 | 2015 | 2016 | 2017 |
| ---- | ---- | ---- | ---- | ---- | ---- | ---- |
| 833  | ↘572 | ↘567 | ↘554 | ↘524 | ↘513 | →513 |
| 2018 | 2019 | 2020 | 2021 |      |      |      |
| ↘505 | ↘488 | ↘478 | ↗602 |      |      |      |

## Состав поселения
| № | Населённый пункт | Тип населённого пункта       | Население |
| - | ---------------- | ---------------------------- | --------- |
| 1 | Барсуково        | деревня                      | 19        |
| 2 | Гиблицы          | село, административный центр | ↘375      |
| 3 | Озерки           | деревня                      | 35        |
| 4 | Петрушово        | деревня                      | ↘43       |
| 5 | Степаново        | деревня                      | ↘124      |

## История
Гиблицкое сельское поселение образовано в 2006 г из Гиблицкого сельского округа.